# آماندا دتمر
آماندا دتمر (انگلیسی: Amanda Detmer؛ زادهٔ ۲۷ سپتامبر ۱۹۷۱) هنرپیشه اهل ایالات متحده آمریکا است. از فیلم‌هایی که وی در آن نقش داشته است، می‌توان به دروغگوی چاق گنده،نجات سیلورمن ،مقصد نهایی ۵، پسرها و دخترها، مجستیک، مقصد نهایی، عروس را ببوس، آخر خوشگل‌ها و شما، من و دوپری اشاره کرد.